# Măzănăești
Măzănăești – wieś w Rumunii, w okręgu Suczawa, w gminie Drăgoiești. W 2011 roku liczyła 491 mieszkańców.